# Ventilago africana
Ventilago africana är en brakvedsväxtart som beskrevs av Arthur Wallis Exell. Ventilago africana ingår i släktet Ventilago och familjen brakvedsväxter. Inga underarter finns listade i Catalogue of Life.